# Liutbert van Mainz
Liutbert (ook Ludbert) (gestorven 889) was van 863 tot zijn dood aartsbisschop van Mainz. In 874 werd hij ook abt van de abdij van Ellwangen. Hij wordt gezien als de eerste aartskanselier van Duitsland. Hij was tijdens het laatste decennium van zijn leven samen met Hendrik van Babenberg een van de belangrijkste organisatoren van de krachtige en succesvolle verdediging van Oost-Francië tegen Vikingaanvallen.

## Voetnoten
1. ↑  Reuter,  Duitsland , 106 en 118. MacLean, blz. 44-45.